# 稲田光造
稲田 光造（いなだ こうぞう、1977年9月20日 - ）は、完全に確定したコンセプトをもとに、プログラミングにより音響心理に基づき音を構築する電子音響作家。

## 概要
staalplaat(アムステルダム)、V2_Archive(ロッテルダム)、SELEKTION(フランクフルト)、Sonoris(ボルドー)、Digital Narcis(大阪)、Room40(オーストラリア)など国内外の数々のノイズ・電子音楽の老舗レーベルより作品をリリース。クリストフ・シャルル、フィリップ・サマーツィスとのコラボレーションを行なっている。2000年を皮切りにヨーロッパを中心にパフォーマンスを行う。
その他、森美術館オープニングイベント、横浜トリエンナーレレセプションイベント、サンフランシスコ近代美術館での展示会、NTTインターコミュニケーション・センターにてのサウンドインスタレーション、瀬戸内国際芸術祭など現代美術関連のイベントにも広く展開している。
2007年から創作活動を停止していたが、10年を経て2017年から再活動を行なっている。

## ディスコグラフィー

### アルバム
- a[ ] （2000年 Staalplaat [オランダ]）
- b[ ]（2002年 V2 Archief [オランダ]）
- c[ ] （2001年 selektion [ドイツ]）
- d[ ] （2001年 Staalplaat [オランダ]）
- e[ ] （2002年 Digital Narcis [日本]）
- f[ ] （2001年 Digital Narcis [日本]）
- g[ ]
- h[ ] （2006年 Room40 [オーストラリア])
- i[ ] with Christophe Charles（2017年 Ge-stell[アメリカ]）
- j[ ] （2007年 Sonoris [フランス]）
- k[ ]
- l[ ] （2004年 Staalplaat [オランダ]）
- m[ ]
- n[ ] with Frans de Waard（2022年 TEMPORARY MOUNTAIN [アメリカ]）